# میتسوبیشی کا-۸
میتسوبیشی کا-۸ (به انگلیسی: Mitsubishi Ka-8) یک هواپیمای ساختِ کارخانهٔ میتسوبیشی در کشور ژاپن است. این هواپیما برای نخستین بار در ۱۹۳۴ میلادی مورد استفاده قرار گرفت.